# ギャラント様式
ギャラント様式（ギャラントようしき、仏、伊: galante）とは、1750年代から1770年代頃に流行した音楽様式。バロック音楽の複雑さから、古典派音楽の明晰さへと向かっていく中に登場した。
ギャラント様式は、多くの点でバロック様式のけばけばしさへの反発であり、バロック音楽にくらべると、より素朴で、ごてごてと飾り立てておらず、流麗な主旋律の重視に伴い、ホモフォニックなテクスチュアと、楽節構造の軽減や和声法の抑制（トニカとドミナントの殊更な強調）といった特徴がある。ギャラント様式は、フランス王国のロココ趣味に心酔したフリードリヒ大王の宮廷文化として花開いたため、プロイセンの宮廷楽士であるヨハン・ヨアヒム・クヴァンツやカール・フィリップ・エマヌエル・バッハらがその主な担い手となった。しかし、先駆者としてゲオルク・フィリップ・テレマンの存在も無視することができない。
他の主要なギャラント趣味の作曲家として、ドイツのヴィルヘルム・フリーデマン・バッハやヨハン・ゴットリープ・グラウン、カール・ハインリヒ・グラウン、イングランドのトマス・アーンやウィリアム・ボイス、ジョン・スタンリーなどがあげられる。
ギャラント様式は、フランス王宮文化のロココ趣味を模範としたため、フランソワ・クープランやジャン＝フィリップ・ラモー、ジャン＝フェリ・ルベルらの影響を受けたが、当時のドイツの音楽界が「混合趣味」を標榜していたことから、イタリアのアントニオ・ヴィヴァルディやバルダッサーレ・ガルッピ、ジョヴァンニ・バッティスタ・サンマルティーニからも触発されている。
ギャラント様式は、同時期に振興した多感様式としばしば区別がつきにくく、ほとんど同義語にすらなっている。